# Maidardschawyn Gandsorig
Maidardschawyn Gandsorig (mongolisch Майдаржавын Ганзориг; * 5. Februar 1949 in Tsetserleg, Archangai-Aimag, Mongolische Volksrepublik; † 4. Juli 2021) war ein mongolischer Wissenschaftler und Raumfahreranwärter. Er nahm am sowjetischen Interkosmos-Programm teil und trainierte für den Raumflug Sojus 39 als Ersatzraumfahrer.

## Leben
Gandsorig absolvierte seinen Schulabschluss im Jahr 1968 in Tsetserleg und studierte im gleichen Jahr an der polytechnischen Universität Kiew (heute: Nationale Technische Universität „Kiewer Polytechnisches Institut Ihor Sikorskyj“). Im Jahre 1975 schloss Gandsorig dort sein Studium in der Fachrichtung „Automatisierung technologischer Prozesse“ als Wärmemesstechniker und Automatisierungstechniker ab. Ab 1975 arbeitete er im ersten Kraftwerk Ulaanbaatar als Automatisierungsingenieur und blieb bis 1978.
Er wurde am 1. März 1978 als Kosmonaut des Interkosmos-Programms aufgenommen. Dschügderdemidiin Gürragtschaa flog am 22. März 1981, worauf er nach seiner Landung aus dem Kosmonautenkorps ausschied. Gandsorig arbeitete von 1981 bis 1984 am Raumforschungsinstitut der Akademie der Wissenschaften der UdSSR. Seit 2014 arbeitete er im Informationszentrum der Mongolischen Akademie der Wissenschaften in Ulaanbaatar als leitender Wissenschaftler. 
Gandsorig war verheiratet und hat zwei Kinder.

## Ehrungen und Auszeichnungen
- Süchbaatarorden 1981
- Orden des Roten Banners der Arbeit der Mongolei 2001
- Verdienstorden für Wissenschaft der Mongolei 2006
- Ehrentitel „Held der Arbeit der Mongolei“ 2011
- Leninorden
- Orden der Freundschaft